# Pułk

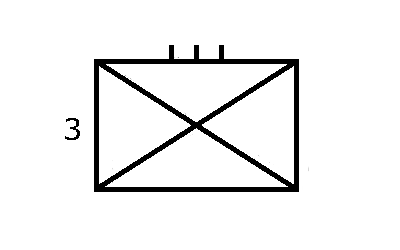
Znak taktyczny 3 pułku piechoty

Pułk (przestarz. i w innych językach „regiment”) – jednostka wojskowa w różnych rodzajach wojsk, pełniąca funkcje administracyjne, szkoleniowe i logistyczne (kwatermistrzowskie).
Pułk jest oddziałem taktycznym złożonym z dowództwa, sztabu, kwatermistrzostwa, kilku pododdziałów (batalionów, dywizjonów, kompanii, baterii, eskadr) określonego dla danego pułku rodzaju wojsk oraz z pododdziałów przeznaczonych do zabezpieczenia działań pułku. Pułk jest jednostką samodzielną pod względem administracyjnym i gospodarczym, ma też własny sztandar. W zależności od przeznaczenia istnieją pułki piechoty, pułki zmechanizowane, pułki czołgów, pułki powietrznodesantowe, pułki artylerii, pułki artylerii przeciwlotniczej, pułki artylerii pancernej, pułki artylerii przeciwpancernej, pułki saperów, pułki łączności, pułki lotnicze, pułki samochodowe i wiele innych. Najczęściej pułk stanowi część związku taktycznego (brygady lub dywizji), ale może także występować samodzielnie.

## Pułki w Polsce

### Struktura wojskowa
Pułk składa się z pododdziałów i z zasady wchodzi w skład związku taktycznego: brygady lub dywizji. Pułk piechoty składa się z reguły z 3 batalionów, a pułk artylerii – z 3 dywizjonów.
Pułk był podstawową jednostką organizacyjną w armii II RP, gdzie pułki ułanów, strzelców konnych, szwoleżerów wraz z dywizjonami artylerii konnej tworzyły brygady kawalerii a pułki piechoty dywizje piechoty.
W państwach Układu Warszawskiego w tym w ludowym Wojsku Polskim pułk był również podstawową jednostką organizacyjną. Pułki czołgów stanowiły trzon dywizji pancernych, a pułki zmechanizowane dywizji zmechanizowanych. Po rozwiązaniu Układu Warszawskiego Wojsko Polskie przeszło ze struktury pułkowej na strukturę brygadową. Obecnie pułki występują jako jednostki rodzajów wojsk (łączności i dowodzenia, obrony przeciwchemicznej, obrony przeciwlotniczej, artylerii i innych).

### Nazwa
Jak podaje Słownik etymologiczny języka polskiego Aleksandra Brücknera, nazwa „pułk” to pochodząca z dawnego pełk, ocalałego w nazwach osobowych (Światopełk, Jaropełk etc.); prasłowiańska nazwa oddziału wojska. Natomiast według Mariana Maciejewskiego słowo „pułk” jest pochodzenia tureckiego i wywodzi się od słowa „boluk”, co znaczy „część”, „dział”, „oddział”, które to słowo po spolszczeniu brzmiało „pułk”.

### Historia
W Polsce pierwsze pułki powstały w okresie panowania Stefana Batorego. Nie była to jeszcze jednostka taktyczna w kampanii lecz jedynie w okresie zimowym – na leżach. Po zakończeniu wyprawy na Połock w 1579 roku z rozkazu króla całą jazdę podzielono na 3 pułki o różnej liczbie chorągwi i o różnym stanie liczebnym. W XVI i XVII wieku pułk liczył średnio 4–10 chorągwi, a na jego czele stał wybrany rotmistrz jednej z chorągwi składowych. Pułk początkowo nie był jednostką organizacyjną, lecz taktyczną, dlatego jego skład był zmienny. Chorągwie różnego typu jazdy przechodziły z pułku do pułku, jednak do zmian takich dochodziło dopiero po zakończeniu kampanii.
Przed bitwą pod Beresteczkiem Jan Kazimierz podzielił armię na 10 pułków – 9 pułków jazdy i jeden mieszany. W skład pułku mieszanego weszły cała piechota, artyleria, dragonia i gwardia.
Początkowo pułki rozróżniano po nazwach dowodzących nimi pułkowników, a później według nazw miast lub prowincji. Dopiero w XVIII wieku pułki otrzymały numery.
Aż do rozbiorów pułkami określano oddziały taktyczne jazdy autoramentu narodowego. Natomiast piechota i dragonia zorganizowane były według wzorów zachodnioeuropejskich w regimenty złożone z 2-3 batalionów. W 1807 roku regimenty wszelkich formacji otrzymały nazwę pułku.
W armii Księstwa Warszawskiego w 1809 roku pułk piechoty dzielił się na trzy bataliony po 6 kompanii każdy. Posiadał ponadto artylerię pułkową w postaci 3 dział. Pułki jazdy natomiast złożone były z 4 szwadronów liczących po 2 kompanie. Pułk artylerii polowej liczył 12 kompanii po 6 dział oraz 1-2 granatniki. Pułki Księstwa Warszawskiego wzorowano na pułkach francuskich.

### Pułki występujące obecnie (2025) wSZ RP
- pułk wsparcia dowodzenia Dowództwa Wielonarodowej Dywizji Północny-Wschód
- 1 Brzeski pułk saperów im. Tadeusza Kościuszki – Brzeg[2];
- 2 Hrubieszowski pułk rozpoznawczy – Hrubieszów;
- 2 Inowrocławski pułk inżynieryjny – Inowrocław;
- 4 Brodnicki pułk chemiczny – Brodnica;
- 4 Zielonogórski pułk przeciwlotniczy;
- 5 Tarnogórski pułk chemiczny – Tarnowskie Góry;
- 5 pułk inżynieryjny – Szczecin;
- 5 Lubuski pułk artylerii – Sulechów;
- 6 pułk dowodzenia – Śrem;
- 8 Koszaliński pułk przeciwlotniczy – Koszalin;
- 9 Warmiński pułk rozpoznawczy – Lidzbark Warmiński;
- 10 Warszawski pułk samochodowy – Warszawa;
- 15 Gołdapski pułk przeciwlotniczy – Gołdap;
- 16 Orzyski pułk saperów
- 16 Żuławski Pułk Logistyczny Obrońców Westerplatte - Elbląg;
- 18 Białostocki pułk rozpoznawczy – Białystok;

## Pułki na świecie
Pułk jako jednostka taktyczna po raz pierwszy pojawił się w XVI wieku w Europie Zachodniej – Niemczech, Francji, Szwajcarii. Był to skutek ilościowego rozwoju wojsk, szczególnie wojsk zaciężnych, który wymusił powstanie nowych form organizacyjnych, które uczyniłyby dowodzenie wojskami łatwiejszym. W skład pułku wchodziło od kilku do kilkunastu chorągwi (rot). Na Zachodzie pułki nazywano regimentami.
W Rosji pułki jako oddziały taktyczne powstały na przełomie XVI i XVII wieku. Składały się z 5-10 rot piechoty i posiadały artylerię pułkową w postaci 2 dział. Na wojnę z Polską w latach 1632-1634 Rosja po raz pierwszy w swych dziejach utworzyła pułki piechoty na wzór zachodnioeuropejski. Pułk taki, zwany potocznie pułkiem sołdatskim, składał się z 1776 żołnierzy, w tym 176 oficerów i podoficerów. Pułk podzielony został na 8 rot, a jego sztab składał się z pułkownika, podpułkownika, majora i 5 kapitanów. Wszyscy oficerowie w takim pułku byli cudzoziemcami. Także na wojnę z Polską od czerwca 1632 Rosja formowała pułk rajtarii w sile 2000 żołnierzy, składający się z 12 rot. Car planował również utworzyć pułk dragonii liczący 1600 żołnierzy i dzielący się na 12 rot – 1440 dragonów, ponadto 160 żołnierzy to sztab i kanonierzy obsługujący 12 lekkich działek.
W krajach, gdzie wojsko podzielone zostało na brygady, odpowiednikiem pułku była półbrygada.
W końcu XVIII wieku i na początku XIX wieku struktura organizacyjna pułków została ujednolicona. Obok pułków piechoty i jazdy powstały także pułki artylerii.
Na początku XIX wieku pułki większości armii europejskich (w tym Francji i Rosji) miały podobną strukturę. Pułk piechoty dzielił się na trzy bataliony po 6 kompanii każdy. Posiadał ponadto artylerię pułkową liczącą kilka dział. Pułki jazdy natomiast złożone były z 4 szwadronów liczących po 2 kompanie. Pułk artylerii polowej liczył 12 kompanii po 6 dział oraz posiadał granatniki.
W pierwszej połowie XIX wieku liczba batalionów w pułkach piechoty wzrosła do czterech. Ponadto utworzono pułki saperów i pontonowe.
Podczas I wojny światowej struktura organizacyjna pułku w niemal wszystkich armiach europejskich była jednakowa. Pułk piechoty składał się z 3 do 4 batalionów liczących po 4 kompanie. Do tego dochodziły pododdziały rozpoznawcze, łączności, artylerii, saperów, karabinów maszynowych i tyłowe. Pułk jazdy składał się z 4-6 szwadronów.
Do dalszych zmian w organizacji pułku doszło pod koniec pierwszej wojny światowej, w okresie międzywojennym oraz podczas II wojny światowej. W tym okresie powstały nowe rodzaje pułków jak pułki zmechanizowane, pułki czołgów, pułki powietrznodesantowe, pułki artylerii przeciwpancernej, pułki artylerii przeciwlotniczej, pułki samochodowo-transportowe, pułki lotnicze i inne.
Pułki piechoty i pułki zmechanizowane składały się z 3 batalionów piechoty oraz pododdziałów czołgów, moździerzy, artylerii oraz innych pododdziałów koniecznych dla sprawnego działania pułku. Pułki artylerii składały się z kilku dywizjonów lub baterii artylerii (w większości przypadków jednego typu dział) oraz z pododdziałów dowodzenia, zaopatrzenia i obsługi. Pułki lotnicze złożone były z kilku (najczęściej 3-4) eskadr jednego typu samolotów. Struktura oraz skład pułków łączności, saperów i samochodowo-transportowych zależały od potrzeb wynikających z przeznaczenia tych pułków. W okresie międzywojennym w Armii Czerwonej pułk piechoty tworzyły trzy bataliony, bateria artylerii, oddział sanitarny, oddział gospodarczy i pluton łączności.
Po drugiej wojnie światowej nastąpiło dalsze udoskonalanie form organizacyjnych pułku zwiększające siłę ognia oraz manewrowość i odporność na uderzenie wroga.